# 圣若瑟堂 (阿维尼翁)
圣若瑟堂（Église Saint-Joseph-Travailleur）是法国阿维尼翁的一个罗马天主教教堂，位于南部新建郊区，建于1967-1969年，1969年10月19日祝圣。
这是一座现代风格的建筑，建筑师纪尧姆·吉列特。 
1993年12月22日，该堂立面被列为法国历史古迹。